# Turrita
Turrita è una frazione del comune di Montefalco (PG).
Il paese si trova a 309 m s.l.m. e al censimento del 2001 contava 218 abitanti.

## Storia
Nel periodo romano Turrita era una palude, bonificata dai Romani e diventata una delle campagne più produttive del comune soprattutto per quanto riguarda il vino di Montefalco.

## Monumenti e luoghi d'interesse

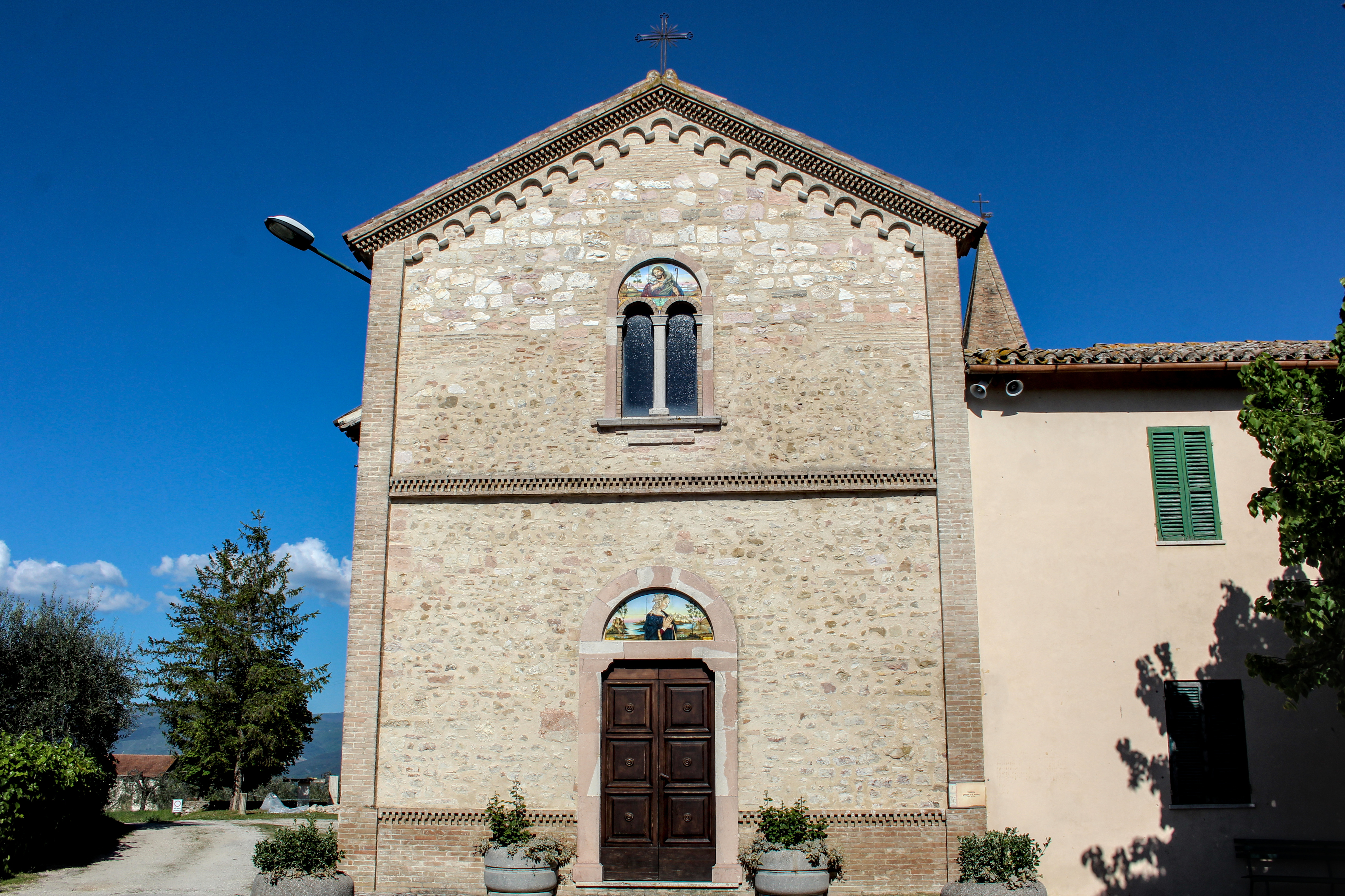
La chiesa di Santa Maria

Di importante rilevanza è la chiesa di S. Maria di Turrita, risalente al XII secolo, a cui in origine era annesso un monastero benedettino, successivamente soppresso. La leggenda del patrono san Fortunato narra che il santo era il parroco di questa chiesa. Gli affreschi presenti all'interno della chiesa sono di carattere devozionale, i più famosi sono quelli del 1400 di Giovanni di Corradduccio e Bartolomeo da Miranda. Presente nella chiesa è la Madonna che appare a San Filippo Neri (pre-1713), del pittore Giampiero Canotti.